# Hrabstwo Lane (Oregon)
Hrabstwo Lane (ang. Lane County) – hrabstwo w stanie Oregon w Stanach Zjednoczonych. Obszar całkowity hrabstwa obejmuje powierzchnię 4721,79 mil² (12 229,38 km²). Według szacunków United States Census Bureau w roku 2009 miało 351 109 mieszkańców.
Hrabstwo powstało w 1851 roku. 

## Miasta[4]
- Coburg
- Cottage Grove
- Creswell
- Dunes City
- Eugene
- Florence
- Junction City
- Lowell
- Oakridge
- Springfield
- Veneta
- Westfir